# Orodromeus
Orodromeus mekelai
Genre
Espèce
Orodromeus (nom scientifique qui signifie « coureur des montagnes ») est un genre éteint de dinosaures ornithopodes de la famille des hypsilophodontidés qui vivait au Crétacé supérieur (Campanien), il y a environ entre 83 et 70 Ma (millions d'années). Ses restes ont été découverts dans la formation de Two Medicine, dans le Montana aux États-Unis. L'espèce fossile Orodromeus makelai est décrite, comme le genre, par Horner & Weishampel, 1988.